# Відеофілія (та інші вірусні синдроми)
«Відеофілія (та інші вірусні синдроми)» (ісп. Videofilia: y otros síndromes virales) — перуанський драматичний фільм, знятий Хуаном Деніелом Фернандесос. Світова прем'єра стрічки відбулась 25 січня 2015 року на Роттердамському міжнародному кінофестивалі. Фільм розповідає про хлопця Джуніора, який цілими днями грає у відеоігри та дивиться порно. У реальності він зустрічає свою онлайн-подружку Лус, яка, як і він, у захваті від розваг та сексу і не проти знятися в домашньому порно.
Фільм був висунутий Перу на премію «Оскар» за найкращий фільм іноземною мовою.

## У ролях
- Тером — Джуніор
- Мукі Сабогал — Луз
- Ліліана Альборнос — Роза
- Катеріна Гуелі Рожо — Вірус
- Рафаель Гутьєррес — Кіллер

## Визнання
| Нагороди та номінації фільму «Відеофілія (та інші вірусні синдроми)» | Нагороди та номінації фільму «Відеофілія (та інші вірусні синдроми)» | Нагороди та номінації фільму «Відеофілія (та інші вірусні синдроми)» | Нагороди та номінації фільму «Відеофілія (та інші вірусні синдроми)» | Нагороди та номінації фільму «Відеофілія (та інші вірусні синдроми)» | Нагороди та номінації фільму «Відеофілія (та інші вірусні синдроми)» |
| Рік                                                                  | Кінопремія / Кінофестиваль                                           | Категорія / Нагорода                                                 | Номінант                                                             | Результат                                                            |                                                                      |
| -------------------------------------------------------------------- | -------------------------------------------------------------------- | -------------------------------------------------------------------- | -------------------------------------------------------------------- | -------------------------------------------------------------------- | -------------------------------------------------------------------- |
| 2015                                                                 | Роттердамський міжнародний кінофестиваль                             | Найкращий фільм                                                      | «Відеофілія (та інші вірусні синдроми)»                              | Перемога                                                             |                                                                      |
| 2015                                                                 | Міжнародний кінофестиваль «Нові горизонти»                           | Гран-прі                                                             | Відеофілія (та інші вірусні синдроми)»                               | Номінація                                                            |                                                                      |